# Johann von Vásáry

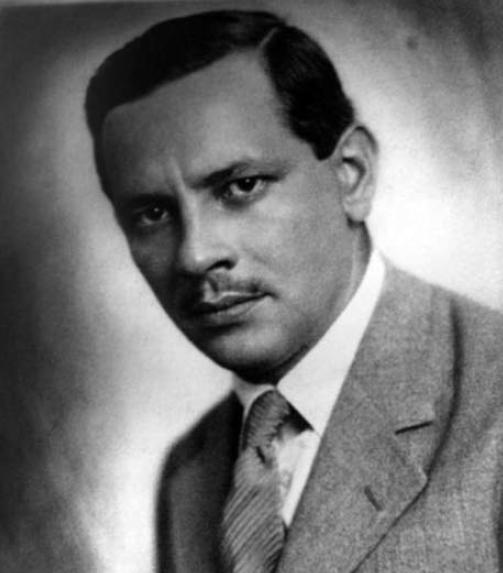
Johann von Vásáry

Johann von Vásáry, in Spanien Juan Vaszary, gebürtig János Vaszary (* 1. Januar oder 10. Januar 1899 in Budapest; † 20. November 1963 in Madrid) war ein ungarischer Theaterschauspieler, Theaterregisseur, Theaterdirektor, Schriftsteller, Filmregisseur und Drehbuchautor beim ungarischen, österreichischen und deutschen Film.

## Leben und Wirken
János Vaszary, in Deutschland zumeist geführt als Johann von Vásáry, meldete sich 1916 freiwillig zur k.u.k.-Armee und entschloss sich bei seiner Rückkehr ins zivile Leben zu einem Berufswechsel. 1920 begann er am Magyar-Theater aufzutreten. 1923 gab er sein Regie-Debüt am József-Katona-Theater, ebenfalls in der ungarischen Hauptstadt, und wirkte im selben Jahr auch in einem Film (Egri csillagok) mit. 1925 hielt sich Vaszary vorübergehend in Paris auf, kehrte aber im darauf folgenden Jahr nach Ungarn heim. Von 1927 bis 1929 leitete er das Magyar-Theater und war später auch an der Führung anderer Bühnen beteiligt, wie beispielsweise in der Spielzeit 1932/33 als künstlerischer Leiter der Terézkörúti-Bühne, gefolgt von einer zweijährigen Tätigkeit als Direktor des Andrássy-Straße-Theaters und 1933/34 als Leiter der Budapester Operette und des Musiktheaters sowie dem Nationaltheater (1936) und erneut (1941–1944) dem Andrássy-Straße-Theater.
Während dieser Zeit war Vaszary intensiv mit der Erstellung von Theaterstücken und Drehbüchern für ungarische und österreichische Filme – überwiegend Romanzen, Musikfilme und Komödien – beschäftigt und führte zwischen 1937 und 1944 bei zehn Filmen auch Regie. Einige seiner Werke wurden im Zweiten Weltkrieg in Deutschland (die beiden Heinz-Rühmann-Lustspiele Ich vertraue Dir meine Frau an und den unvollendeten Sag’ die Wahrheit) und sogar in Hollywood (I Married an Angel) verfilmt. Mit seinen Manuskripten zu dem Kassenerfolg Hab mich lieb! mit seiner Landsmännin Marika Rökk und zu der Komödie Was geschah in dieser Nacht? mit seiner Ehefrau, der Schauspielerin Lili Muráti (1911–2003), in der Hauptrolle, war Vásáry auch an reichsdeutschen Produktionen beteiligt. Auch zu dem größten Rökk-Erfolg, der kassenträchtigen Filmrevue Die Frau meiner Träume, schrieb Johann von Vásáry das Drehbuch. Ebenfalls in jenen Jahren führte der Budapester bei zehn ungarischen Filmen auch Regie, beginnend mit dem von ihm selbst geschriebenen und von dem sehr jungen Gyula Trebitsch 1936 produzierten Lustspiel Ich vertraue Dir meine Frau an.
Infolge der Besetzung seiner Heimat durch die Rote Armee (1944/45) floh János Vaszary aus Ungarn und emigrierte auf mühsamen Fußmärschen und bettelnd nach Frankreich, wo er sich zwei Jahre in Paris aufhielt. Über San Sebastian und Barcelona fanden er und seine Frau schließlich in Madrid eine neue Heimat. Dort kehrte Vaszary wieder ans Theater zurück und brachte ab 1946 bis zu seinem Tod 1963 eine Reihe von Stücken wie Me casé con un ángel, Agua en los bolsillos, Los mejores años de nuestra tía, Solo vivimos un día, El drama de la familia invisible, El dinero no hace feliz, Eva no salió del Paraíso, El escándalo del alma desnuda, Sinceridad und Mi marido no me entiende zur Aufführung. Zum Film kehrte der Wahl-Spanier kaum mehr zurück; belegt sind 1956 ein Drehbuchbeitrag zu dem deutschen Film Du bist Musik und zu der in seinem Todesjahr gestarteten spanischen Fernsehserie La tragedia de un angel, seine letzte Arbeit.
János Vaszarys Bruder Gábor von Vaszary (1897–1985) arbeitete gleichfalls als Schriftsteller, während seine Schwester Piri Vaszary (1901–1965) Schauspielerin war.

## Werke

### Filmografie
als Drehbuchautor:
- 1934: Peter, das Mädchen von der Tankstelle (Peter)
- 1934: Atlantäventyret
- 1934: Egy éj Velencében
- 1935: Es flüstert die Liebe
- 1936; Hannerl und ihre Liebhaber
- 1936: Ich vertraue Dir meine Frau an (Rád bízom a feleségem)
- 1937: Édes a bosszú
- 1937: Mámi
- 1940: Igen vagy nem?
- 1940: Párbaj semmiért
- 1941; Egy éjszaka Erdélyben
- 1941: Was geschah in dieser Nacht?
- 1942: Hab’ mich lieb!
- 1943: Tolle Nacht
- 1943: Megálmodtalak
- 1943: Egy nap a világ
- 1944: Die Frau meiner Träume
- 1956: Du bist Musik
- 1963: La tragedía al lado

als Regisseur:
- 1936: Ich vertraue Dir meine Frau an (Rád bízom a feleségem)
- 1937: Édes a bosszú
- 1937: Mámi
- 1937: 3:1 a szerelem javára
- 1937: Tokaji rapszódia
- 1938: Roxy und das Wunderteam
- 1938: A papucshös
- 1942: Házasság
- 1943: Megálmodtalak
- 1943: Egy nap a világ

### Romane
- Szajna-parti kaland, 1942
- A macska felugrott az asztalra, 1950
- Zörgetik az ajtót, 1950 (Tagebuch)
- Tubák csodálatos élete, 1958
- Kaland a vöröshajú lánnyal, 1990

### Bühnenwerke
- Ma éjjel szabad vagyok, 1934
- A vörös bestia, 1934
- Ehe, ca. 1935
- Angyalt vettem feleségül, 1939 (dt. Ich habe einen Engel geheiratet, 1940)
- A pénz nem boldogít, 1942
- Ártatlan vagyok (dt. Ich bin unschuldig, 1943)
- Egy nap a világ (dt. Andrea, 1944)